# Polytrichum subpilosum
Polytrichum subpilosum là một loài Rêu trong họ Polytrichaceae. Loài này được P. Beauv. miêu tả khoa học đầu tiên năm 1805.